# 가치투자
가치투자는 기업의 가치에 믿음을 둔 주식 현물 투자 전략을 말한다. 그리고 가치투자를 지향하는 주식 현물 투자가들을 가치투자자라고 부른다. 기업의 가치를 구성하는 요소는 순자산가치, 성장가치, 수익가치와 기타 무형의 가치들이 있다. 이에 따라 가치투자자들도 순자산가치에 중점을 두고 투자하는 자산가치형 투자자, 성장가치에 중점을 두고 투자하는 성장가치형 투자자 등으로 다양하게 나뉜다. 가치투자의 창시자라고 하는 벤저민 그레이엄은 처음으로 주식의 가격은 회사의 가치와 관계가 있다는 것을 알아냈고, 회사의 가치는 회사가 벌어들이는 돈과 회사가 가지고 있는 순자산가치에 따른다고 보았다. 벤저민 그레이엄 이전에 주식은 그저 하루하루 시세가 변동하는 투기 대상일 뿐이었지만 그레이엄 이후에는 수 많은 가치투자 추종자들이 생겨 주가는 기업의 가치를 따른다고 믿는 가치투자자들이 주류로 떠올랐다. 가치투자자들은 회사 지분의 일부를 사서 회사를 소유한다는 마인드로 투자하는 사람들이 많고 비교적 장기투자를 영위하는 투자자들이 많다. 가치투자에 있어서 가장 중요한 요소는 안전마진으로 회사 주가와 실제 기업가치의 괴리율을 뜻한다. 괴리율이 크면 클수록 안전마진이 커지고 이는 가치투자자들이 보기에 중요한 투자 기회로 보인다.
대표적인 가치투자자로는 선구자인 벤저민 그레이엄 외에 워런 버핏, 세스 클라먼 등이 있다.

## 같이 보기
- 투자 전략
- 가치 (경제)